# Vila Aliança
Vila Aliança é um comunidade do município do Rio de Janeiro, que oficialmente faz parte de Bangu. Devido a circunstâncias históricas e culturais, a Vila Aliança é considerada por muitos como uma favela, ainda que seja totalmente urbanizada, tendo serviços de água, luz, esgoto e coleta de lixo. A localidade possui diversos comércios, entre mercados, lojas de roupas, padarias, bares, chocolateria, sorveteria,loja de informática, loja de reparo de telefones, farmácias, hortifrutti e a Nave do Conhecimento de Vila Aliança. 
Sua extensão é motivo de controvérsia, pois, aos poucos, outras localidades próximas passaram a ser consideradas como parte da Vila Aliança, por seus moradores. Em sua maior extensão, estaria localizada na divisa com o bairro de Senador Camará, entre as ruas Belila, Antenor Correia, Dr. Augusto Figueiredo, Coronel Tamarindo e a Estrada do Taquaral.

## História
Em 1961, o presidente americano John Kennedy, dando seguimento à urbanização da cidade, idealiza a Aliança para o Progresso, projeto de cooperação técnica e financeira com países da América Latina com a clara intenção de impedir que revoluções como a cubana se espalhassem. No Rio de Janeiro, o governo Carlos Lacerda utilizou esse apoio para criar três sub-bairros: Vila Aliança e Vila Kennedy em Bangu, Cidade de Deus, em Jacarepaguá. 
A área onde está a Vila Aliança era então um enorme laranjal, que abastecia todo o estado. Na década de 60, as árvores cederam lugar para o primeiro conjunto habitacional da América Latina.  
O governo então retirou famílias do Morro do Pasmado no bairro de Botafogo, do Morro do Pinto e da Favela do Esqueleto e também de Brás de Pina, realocando-os na nova comunidade. 
No dia 7 de janeiro do ano de 1964, a Vila Aliança foi oficialmente inaugurada pelo então governador Carlos Lacerda, sendo seu nome uma homenagem à Aliança para o Progresso, e seguindo padrões arquitetônicos internacionais, com ruas amplas que mais pareciam grandes avenidas e outras mais estreitas com características de vilas que integrariam a vizinhança, tudo com auxilio técnico ao operário e à pequena indústria, visando, segundo seus idealizadores, fomentar o desenvolvimento econômico e social. 
Com o decorrer dos anos, a comunidade passou a ser dominada pelo tráfico de drogas, sendo palco de conflitos entre traficantes.

### Subdivisões
Na Vila Aliança, os nomes das ruas são nomes de profissões, em homenagem ao trabalhador brasileiro . 
Originalmente, a Vila Aliança estava compreendida entre a Rua Dr. Augusto Figueiredo, Rua do Farmacêutico, Estrada do Taquaral, Avenida do Corretor e Rua Antenor Correia. Contudo, as populações das vizinhanças começaram a estender o nome "Vila Aliança" às suas próprias localidades próximas. Assim, algumas pessoas consideram que também existam sub-localidades dentro da Vila Aliança, sendo elas:
- Nova Aliança que é a Antiga Boca do Mato, delimitada entre a Rua Belila e Farmacêutico.
- Vila Aliança, que fica entre a Rua do Farmacêutico, Rua do Corretor, Estrada do Taquaral e Rua Doutor Augusto Figueiredo.
- Caminho do Lúcio, delimitado entre a Rua do Corretor, Rua do Farmacêutico, Estrada do Engenho e o Caminho do Lúcio.
- Iraque, próximo ao Caminho do Lúcio (do outro lado do córrego), delimitada entre a Estrada do Taquaral e Rua do Corretor.
- Beira Linha ou Minha Deusa, que fica próxima à linha do trem, delimitada entre o Colégio Daltro Santos e a Rua do Funcionário.
- Vacaria, delimitada entre a Rua Antenor Correia e a Rua do Funcionário (dentro do traçado original da Vila Aliança, sendo que, originalmente, o nome "Vacaria" designava apenas a Rua Antenor Correia).
- Pantanal (Bairro São José), localizado entre a Rua do Catequista e a Estrada do Taquaral.
- Mangueiral ou Retiro das Mangueiras, tendo acesso pela Estrada do Taquaral.
- Bairro Araújo, tendo acesso pelo Rua Doutor Augusto Figueiredo e Estrada do Taquaral.
- Villa Moretti, antigo Morro do Grilo, delimitado entre a Estrada da Água Branca, Estrada do Engenho, Avenida do Corretor e o Rio do Lúcio.

## Cultura
No bairro fica situado o bloco carnavalesco GRBC Boêmios de Vila Aliança.
Além disso, foi berço do grupo musical Mistura Fina, do grupo caipira Show Da Progresso, além de outras atividades culturais, como a "Blecota", o "Frevo Mulher" e a festa junina da Praça do Aviador.

### Citações em Musicas
- Saudação às Favelas - Marcelo D2
- Nosso Sonho - Claudinho e Buchecha [5]
- Sem Esquecer As Favelas -  Mv Bill

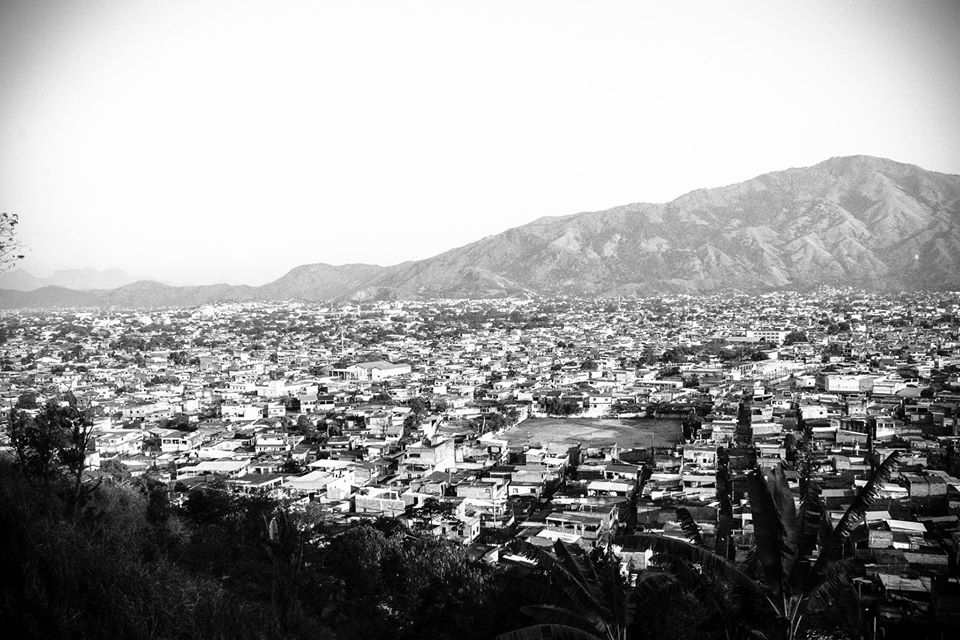
Vista panorâmica da comunidade de Vila Aliança.

- Lugar de Pagode - Jair Rodrigues

### Escolas Públicas da Vila Aliança
- Escola Municipal Ayrton Senna Da Silva
- Escola Municipal Marieta da Cunha da Silva (Rua do Desenhista,s/n)
- Escola Municipal Rubem Berta (Rua do Magistrado,s/n)
- Brizolão Olof Palme
- Escola Municipal Edson Carneiro
- Casa da Criança Taquaral
- Escola Municipal Pracinha João da Silva

## Intervenções
Em março de 2021, a comunidade recebeu obras de implantação de rede coletoras de esgoto, promovidas pela concessionária Zona Oeste Mais Saneamento, realizando a instalação do separador absoluto.
No mesmo mês, a comunidade recebeu nova iluminação de leds nos postes de iluminação publica, promovidas pela Rio Luz.